# Starigrad (żupania kopriwnicko-kriżewczyńska)
Starigrad – wieś w Chorwacji, w żupanii kopriwnicko-kriżewczyńskiej, w mieście Koprivnica. W 2011 roku liczyła 2386 mieszkańców.